# Radio Scotland
Radio Scotland zond sinds 31 december 1965 uit vanaf het schip Comet, een oud Iers lichtschip op 242 meter middengolf met programma's voor het noordelijke deel van de Britse eilanden, in het bijzonder de steden Glasgow en Edinburgh. De bekendste dj was Stuart Henry, die na sluiting van de zender voor BBC's Radio One ging werken. Een andere bekende dj was Stevie Merike, die nog te horen was op RNI (Radio Noordzee). De uitzendingen werden gestaakt op 14 augustus 1967 middernacht, een "split second" voordat in Groot-Brittannië een anti-piratenwet van kracht werd. 